# 'A pizza/Ballata de' suonne
'A pizza/Ballata de' suonne è un singolo del cantautore Giorgio Gaber in lingua napoletana, pubblicato nel 1966 dall'etichetta discografica Ri-Fi.

## Tracce
Lato A
1. 'A pizza (testo: Nisa, Alberto Testa – musica: Bruno Martelli)

Lato B
1. Ballata de' suonne (testo: Riccardo De Vita – musica: Giorgio Gaber)